# Centre d'expertise aérienne militaire
Le Centre d'expertise aérienne militaire / Air Warfare Center (CEAM/AWC) est un commandement militaire de l'Armée de l'air française. Créé en 1933 à Reims, il est implanté depuis 1945 sur la base aérienne 118 Mont-de-Marsan.

## Historique
En 1940, le Centre d'Expériences Aériennes Militaires (CEAM) est détruit à Orléans.
En 1945, l'état-major de l'armée de l'air décide de réorganiser le CEAM à Mont-de-Marsan sous le commandement du colonel  Constantin "Kostia" Rozanoff sur la base aérienne 118 alors créée à partir d'infrastructures allemandes. Le centre a pour but d'expérimenter les matériels destinés à l'armée de l'air.
Le 1er février 1989, le commandement du CEAM est dissocié de celui de la base aérienne 118. Il dépend directement du chef d’État-major de l'armée de l'air.
Le 1er septembre 2015, le CEAM devient le Centre d'Expertise Aérienne Militaire ou "Air Warfare Center".